# A' Katīgoria 1940-1941
La A' Katīgoria 1940-1941 fu la 7ª edizione del massimo campionato di calcio cipriota: l'AEL Limassol vinse il suo primo titolo dopo uno spareggio con l'APOEL.

## Stagione

### Novità
Il Pezoporikos Larnaca rinunciò a partecipare, facendo decrementare il numero di partecipanti da sei a cinque.

### Formula
Il campionato era composto da cinque squadre che si affrontarono in partita di andata e ritorno, per un totale di otto giornate; erano assegnati due punti in caso di vittoria, uno per il pareggio e zero per la sconfitta; non vi furono retrocessioni.
Il Lefkoşa Türk si ritirò dopo quattro giornate, per cui furono effettivamente disputate solo sette gare per squadra. Visto l'arrivo a pari merito, fu necessario giocare un turno di spareggio (gara di andata e ritorno) tra AEL e APOEL.

## Squadre partecipanti
| Club               | Città    | Stadio             | Stagione precedente |
| ------------------ | -------- | ------------------ | ------------------- |
| AEL Limassol       | Limassol | Stadio GSO         | 4º in A' Katīgoria  |
| APOEL              | Nicosia  | Stadio Vecchio GSP | 1º in A' Katīgoria  |
| EPA Larnaca        | Larnaca  | Stadio Vecchio GSZ | 3º in A' Katīgoria  |
| Lefkoşa Türk       | Nicosia  | Stadio Vecchio GSP | 5º in A' Katīgoria  |
| Olympiakos Nicosia | Nicosia  | Stadio Vecchio GSP | 6º in A' Katīgoria  |

## Classifica finale
|  | Pos. | Squadra            | Pt | G | V | N | P | GF | GS | DR  |
|  | ---- | ------------------ | -- | - | - | - | - | -- | -- | --- |
|  | 1.   | AEL Limassol       | 12 | 7 | 6 | 0 | 1 | 43 | 11 | +32 |
|  | 2.   | APOEL              | 12 | 7 | 6 | 0 | 1 | 41 | 8  | +33 |
|  | 3.   | EPA Larnaca        | 4  | 7 | 2 | 0 | 5 | 17 | 26 | -9  |
|  | 4.   | Olympiakos Nicosia | 4  | 7 | 2 | 0 | 5 | 16 | 50 | -34 |
|  | 5.   | Lefkoşa Türk       | 0  | 4 | 0 | 0 | 4 | 4  | 26 | -22 |

## Spareggio per il titolo
| Squadra 1 | Totale | Squadra 2    | Andata | Ritorno |
| --------- | ------ | ------------ | ------ | ------- |
| APOEL     | 2 - 5  | AEL Limassol | 1 - 2  | 1 - 3   |

### Verdetti
- AEL Limassol campione di Cipro.